# アレクサンダー・オブホフ (工船)
アレクサンダー オブホフ(ロシア語:Алекса́ндр О́бухов)とは1962年にレニングラードのアドミラルティ工場で建造され、1982年5月4日にウラジオストク港で転覆沈没した、ソビエトの工船(船体番号：ПЗ-2708) である。

## 経歴
アレクサンダー・オブホフは蟹工船として建造されたが、1981年に魚の缶詰の製造用に改造された。

## 転覆事故
1982年5月4日、金角湾で船は安定性を失い、桟橋近くで突然転覆した。
事故の1年前、アレクサンダー・オブホフはダルザボドで修理中であった。修理箇所の一つが船全体に張り巡らされた消火装置のパイプだった。4番船倉にあるパイプの一部には、海水への耐性が低い素材でできたプラグが装着されていた。しばらくすると、プラグが開き、船の消火ポンプが船倉に海水を送り込み始めた。その結果、約560トンもの水が船倉に浸水してしまった。
1982年5月3日の朝、出勤してきた整備士が「左右に3度以上傾斜すると船が転覆する」と警告している。 。今朝、バランス計算を行わずに底部タンクから210トンの燃料が取り出された。また、船には計量器がなくタンク内の排水量も不明だった。
22時15分、右舷3度から6度まで自然にキールオーバーした。22時40分、二人目の機関士がブリッジに、船は平らなキール上になく、その結果、左舷に10度倒れたと報告した。その後、本船は数時間にわたって揺れ続け、5月4日午前2時55分には振幅が大きくなった。 オブホフ号は右舷35°に傾いていなかった。この時、オブホフ号はすでに下甲板の開いた舷窓から海水が浸入していた。数分後、船は左舷に倒れ、転覆していた。
公式発表によると、9人から12人が死亡した  。非公式なウラジオストクで広まった噂では100～1200人と言われている。
船を復帰させる作業は約9か月続いた。ダイバーは浸水した船室や廊下から遺体を運び出し、穴を溶接してふさぎ、船体を密閉し、水を汲み出した。
浮上した後、船はダルザボドに曳航された。委員会による調査の後、修復は不可能であると判断され、船はスクラップにするために曳航され、 1986年に解体された。船長と二等航海士は刑事処分を受けた。